# Кирил Рихтер
Кирил Рихтер (на руски: Кирилл Рихтер) е руски пианист и композитор, представител на руския минимализъм.

## Биография
Роден е на 7 декември 1989 г. в Московска област, СССР. Началното си музикално образование получава допълнително, като за период от една година успява да овладее свиренето на пиано и основните музикални дисциплини. Завършва Графически факултет към филиала на Института по ядрена физика. Занимава се с дизайнерска дейност на свободна практика. Учи в модния отдел на Британското висше училище по дизайн. След това продължава своето музикално образование.
През 2016 г., след като публикува няколко записа на валсове в SoundCloud, получава предложение да запише албум с шведския лейбъл 1631 Recordings. През 2017 г. изпълнява първият си значим концерт, след което бързо започна кариерата на млад музикант. Изнася десетки концерти, както солови изпълнения на пиано, така и концерти с големи оркестри.
През 2018 г. записва албума Jumpman (Original Motion Picture Soundtrack). В него са включени седем изпълнения, които стават саундтракове към филма на Иван Твердовски „Подбросы“.
Участва на международни фестивали в Германия, Нидерландия и Великобритания.

## Дискография
- Towards The Beloved City (2016)
- Jumpman (Original Motion Picture Soundtrack) (EmuBands, 2018)
- Chronos (EmuBands, 2019)